# Mayrlambach
Mayrlambach ist eine Katastralgemeinde der Gemeinde Edt bei Lambach im oberösterreichischen Bezirk Wels-Land im Hausruckviertel mit 678 Einwohnern (Stand 1. Jänner 2010). Die namensgebenden Ortschaft, die sich jedoch Mairlambach schreibt, hat 13 Einwohner (1. Jänner 2024).

## Geographie
Mayrlambach liegt auf 335 Metern Seehöhe im südwestlichen Hausruckviertel. Die Ausdehnung beträgt von Nord nach Süd 3,4 Kilometer, von West nach Ost 4,1 Kilometer. Die Gesamtfläche beträgt 7,5 Quadratkilometer.

### Ortsteile
Aichham, Aigen, Bergern, Breitenberg, Hölzlberg, Holzmanning, Klaus, Laimberg, Mairlambach, Mernbach, Mitterberg, Niederschwaig, Niederzeiling, Oberroithen, Oberzeiling, Roith, Schlatt, Schmidhub, Unterroithen, Winkling.